# Гоффа
«Гоффа» (англ. Hoffa) — французько-американська біографічна драма 1992 року.

## Сюжет
Джиммі Гоффа — профспілковий лідер, який створив одну з найбільших і впливових організацій в США. У роки Великої депресії він врятував багатьох робітників від голодної смерті і став символом профспілкового руху. Дія картини охоплює кілька десятиліть його життя між тридцятими та сімдесятими роками, починаючи з моменту, коли Джиммі знайомиться з водієм вантажівки Боббі Чіаро, удвох з яким він почав створювати організацію, до арешту Гоффа за звинуваченням у розтраті профспілкових коштів, і його таємничого зникнення.

## У ролях
| Актор           | Роль               |
| --------------- | ------------------ |
| Джек Ніколсон   | Джиммі Гоффа       |
| Денні ДеВіто    | Боббі Чіаро        |
| Арманд Ассанте  | Керол Д'Аллесандро |
| Джей Ті Волш    | Френк Фіцсаймонс   |
| Джон Рейлі      | Піт Коннеллі       |
| Кевін Андерсон  | Роберт Кеннеді     |
| Джон П. Раян    | Ред Беннетт        |
| Наталія Ногуліч | Джозефіна Гоффа    |
| Роберт Проскі   | Біллі Флінн        |
| Френк Вейлі     | далекобійник       |
| Річард Шифф     | урядовий прокурор  |
| Тім Бертон      | труп               |

## Цікаві факти
За свою роль у цьому фільмі Джек Ніколсон у 1993 році номінувався водночас на «Золотий глобус» (одна з найпочесніших американських кінопремій) і на «Золоту малину» (американська кінематографічна антипремія, яку присуджують акторам за найгірше виконання ролі). Ні того, ні іншого не отримав. [1] (На «Золоту малину» його номінували тоді також і за роль у фільмі «Чоловічі клопоти».).